# Trust you
「trust you」（トラスト・ユー）は、伊藤由奈の13枚目のシングル。2009年3月4日発売。発売元はソニー・ミュージックレコーズ。

## 解説
- 前作「恋はgroovy×2」以来約3ヶ月振りの2009年第一弾シングル。
- 初動は前作の約9倍に上昇。「Mahaloha」以来のTOP5入りを果たした。また、2週目以降も粘りの推移を続け、4週目までTOP30入りを達成する久々のロングセラー・ヒットとなった。

trust you
- “人を信じることが愛に繋がっていく…”というメッセージが込められたスローバラード調のR&Bナンバー [1]で、MBS・TBS系テレビアニメ『機動戦士ガンダム00 -2nd Season-』第2期（第15話 - 第24話）エンディングテーマとして起用された楽曲。[2]
- タイアップに伴い、今回は「通常盤」と「期間限定ガンダム盤」の2形態での発売となった。
- 「機動戦士ガンダム00」の監督・水島精二は、「今回の楽曲はスケール感溢れる曲で、ガンダムと大変あっています。この曲がガンダムが描いてきた壮大なストーリーをやさしく包み込んでくれると思います。」と同曲について語った。 [1]

Brand New World
- 「恋はgroovy×2」の南俊介が作詞曲を、編曲にはDJ-PASSIONを迎えている。尚、DJ-PASSIONは3曲目の「恋はgroovy×2」のリミックスも手掛けている。
- 発売後にABCマート『ホーキンス・スポーツ』CMソングに起用された。
- 妹・伊東クリスティーンが英語で歌唱した楽曲を発表している。

## 収録曲
1. trust you
（作詞・作曲：MARKIE／編曲：Jin Nakamura）
2. Brand New World
（作詞・作曲：南俊介／編曲：南俊介、DJ-PASSION、KANE）
3. 恋はgroovy×2 -DJ-PASSION MORE PASSION REMIX-
（作詞：Kenn Kato／作曲：南俊介／リミックス：DJ-PASSION）
4. trust you -ガンダム00 Version- （期間限定ガンダム盤のみ収録）
5. trust you -instrumental-